# Metro Directo - Canarias Ahora
Metro Directo - Canarias Ahora, era un periódico gratuito, que se distribuía en las islas de Gran Canaria y Tenerife (Islas Canarias), que vio la luz en marzo de 2006 y se dejó de editar el 31 de octubre de 2008.
Tras los acuerdos alcanzados por los editores del periódico gratuito Canarias Ahora (cuya edición se limitaba a Las Palmas de Gran Canaria) y Metro News, adoptó el nombre de Metro Directo - Canarias Ahora. Esta editora de prensa gratuita internacional publica en más de cien ciudades de 21 países de Europa, Norteamérica, Latinoamérica y Asia, convirtió a Metro Directo - Canarias Ahora en el primer rotativo en número de tirada de la prensa de distribución gratuita de Canarias (ámbito nacional) [cita requerida]. Es editado por Virtual Press, Sociedad Limitada. 
Metro Directo - Canarias Ahora que se venía distribuyendo sólo en la isla de Gran Canaria, a partir del día 15 de octubre de 2007, dio el salto a la isla de Tenerife, después de al menos dos intentos de distribución con edición propia para esta isla, con una tirada inicial de 5000 ejemplares y con una edición única y generalizada para el archipiélago, siendo así, el primer periódico impreso de carácter canario en edición única para todo el Archipiélago Canario.
Su última edición hasta el momento es la perteneciente al 31 de octubre de 2008. Desde entonces no ha vuelto a ser distribuido ni por las calles de los municipios de Gran Canaria, ni tampoco en los municipios de Santa Cruz de Tenerife y San Cristóbal de La Laguna. Hay que decir, además, que hasta el momento la empresa editora no ha hecho referencia alguna al motivo del cese de la publicación, pero en la televisión se ha afirmado que la falta de recursos financieros es el principal motivo de la interrupción de su actividad.